# Erythrina dyeri
Erythrina dyeri är en ärtväxtart som beskrevs av Hennessy. Erythrina dyeri ingår i släktet Erythrina och familjen ärtväxter. Inga underarter finns listade i Catalogue of Life.